# Miami Open 2004 - Qualificazioni singolare maschile
Le qualificazioni del singolare maschile del Miami Open 2004 sono state un torneo di tennis preliminare per accedere alla fase finale della manifestazione. I vincitori dell'ultimo turno sono entrati di diritto nel tabellone principale. In caso di ritiro di uno o più giocatori aventi diritto a questi sono subentrati i lucky loser, ossia i giocatori che hanno perso nell'ultimo turno ma che avevano una classifica più alta rispetto agli altri partecipanti che avevano comunque perso nel turno finale.
Le qualificazioni del torneo NASDAQ-100 Open  2004 prevedevano 48 partecipanti di cui 12 sono entrati nel tabellone principale.

## Teste di serie
1. Antony Dupuis (ultimo turno)
2. Fernando Verdasco (ultimo turno)
3. Dmitrij Tursunov (Qualificato)
4. José Acasuso (primo turno)
5. Mario Ančić (primo turno)
6. Stefan Koubek (Qualificato)
7. Nicolas Mahut (primo turno)
8. Kenneth Carlsen (Qualificato)
9. Àlex Corretja (primo turno)
10. Wesley Moodie (ultimo turno)
11. Harel Levy (ultimo turno)
12. Martín Vassallo Argüello (primo turno)

1. Jeff Salzenstein (Qualificato)
2. Julien Benneteau (Qualificato)
3. Brian Vahaly (ultimo turno)
4. Franco Squillari (Qualificato)
5. Juan Mónaco (primo turno)
6. Ivo Heuberger (Qualificato)
7. Ricardo Mello (Qualificato)
8. Jan Hernych (primo turno)
9. Eric Taino (primo turno)
10. Jeff Morrison (Qualificato)
11. Robert Kendrick (ultimo turno)
12. Iván Miranda (ultimo turno)

## Qualificati
1. Jeff Salzenstein
2. Juan Mónaco
3. Dmitrij Tursunov
4. Franco Squillari
5. Gilles Müller
6. Stefan Koubek

1. Julien Benneteau
2. Kenneth Carlsen
3. Ricardo Mello
4. Ivo Heuberger
5. Jeff Morrison
6. Jan Hernych

## Tabellone

### Legenda
| - Q = Qualificato - WC = Wild card - LL = Lucky loser | - ALT = Alternate - SE = Special Exempt - PR = Protected Ranking | - w/o = Walkover - r = Ritirato - d = Squalificato |

### Sezione 1
|  | Primo turno | Primo turno      | Primo turno      | Primo turno | Primo turno |  |  | Ultimo turno | Ultimo turno     | Ultimo turno     | Ultimo turno | Ultimo turno |  |
|  |             |                  |                  |             |             |  |  |              |                  |                  |              |              |  |
|  | 1           | Antony Dupuis    | 3                | 6           | 7           |  |  |              |                  |                  |              |              |  |
|  |             | Phillip Simmonds | 6                | 2           | 64          |  |  | 1            | Antony Dupuis    | Antony Dupuis    | 3            | 2            |  |
|  | 13          | Jeff Salzenstein | Jeff Salzenstein | 6           | 6           |  |  | 13           | Jeff Salzenstein | Jeff Salzenstein | 6            | 6            |  |
|  |             | Alex Kim         | Alex Kim         | 3           | 4           |  |  |              |                  |                  |              |              |  |

### Sezione 2
|  | Primo turno | Primo turno       | Primo turno       | Primo turno | Primo turno |  |  | Ultimo turno | Ultimo turno      | Ultimo turno | Ultimo turno | Ultimo turno |  |
|  |             |                   |                   |             |             |  |  |              |                   |              |              |              |  |
|  | 2           | Fernando Verdasco | Fernando Verdasco | 6           | 6           |  |  |              |                   |              |              |              |  |
|  |             | Glenn Weiner      | Glenn Weiner      | 2           | 4           |  |  | 2            | Fernando Verdasco | 62           | 6            | 3            |  |
|  |             | Juan Mónaco       | 5                 | 7           | 4           |  |  |              | Juan Mónaco       | 7            | 3            | 6            |  |
|  | 17          | Giovanni Lapentti | 7                 | 5           | 1r          |  |  |              |                   |              |              |              |  |

### Sezione 3
|  | Primo turno | Primo turno      | Primo turno | Primo turno | Primo turno |  |  | Ultimo turno | Ultimo turno     | Ultimo turno     | Ultimo turno | Ultimo turno |  |
|  |             |                  |             |             |             |  |  |              |                  |                  |              |              |  |
|  | 3           | Dmitrij Tursunov | 6           | 65          | 6           |  |  |              |                  |                  |              |              |  |
|  |             | Roko Karanušić   | 4           | 7           | 3           |  |  | 3            | Dmitrij Tursunov | Dmitrij Tursunov | 6            | 6            |  |
|  | 23          | Robert Kendrick  | 6           | 0           | 6           |  |  | 23           | Robert Kendrick  | Robert Kendrick  | 4            | 4            |  |
|  |             | Álex Calatrava   | 2           | 6           | 2           |  |  |              |                  |                  |              |              |  |

### Sezione 4
|  | Primo turno | Primo turno           | Primo turno           | Primo turno | Primo turno |  |  | Ultimo turno | Ultimo turno     | Ultimo turno     | Ultimo turno | Ultimo turno |  |
|  |             |                       |                       |             |             |  |  |              |                  |                  |              |              |  |
|  |             | Florian Mayer         | 7                     | 4           | 6           |  |  |              |                  |                  |              |              |  |
|  | 4           | José Acasuso          | 63                    | 6           | 1           |  |  |              | Florian Mayer    | Florian Mayer    | 2            | 2r           |  |
|  | 16          | Franco Squillari      | Franco Squillari      | 6           | 6           |  |  | 16           | Franco Squillari | Franco Squillari | 6            | 4            |  |
|  |             | Philipp Kohlschreiber | Philipp Kohlschreiber | 3           | 4           |  |  |              |                  |                  |              |              |  |

### Sezione 5
|  | Primo turno | Primo turno     | Primo turno     | Primo turno | Primo turno |  |  | Ultimo turno | Ultimo turno  | Ultimo turno | Ultimo turno | Ultimo turno |  |
|  |             |                 |                 |             |             |  |  |              |               |              |              |              |  |
|  |             | Gilles Müller   | Gilles Müller   | 6           | 6           |  |  |              |               |              |              |              |  |
|  | 5           | Mario Ančić     | Mario Ančić     | 4           | 3           |  |  |              | Gilles Müller | 6            | 64           | 7            |  |
|  | 24          | Iván Miranda    | Iván Miranda    | 7           | 6           |  |  | 24           | Iván Miranda  | 4            | 7            | 64           |  |
|  |             | Danai Udomchoke | Danai Udomchoke | 5           | 4           |  |  |              |               |              |              |              |  |

### Sezione 6
|  | Primo turno | Primo turno       | Primo turno       | Primo turno | Primo turno |  |  | Ultimo turno | Ultimo turno  | Ultimo turno  | Ultimo turno | Ultimo turno |  |
|  |             |                   |                   |             |             |  |  |              |               |               |              |              |  |
|  | 6           | Stefan Koubek     | Stefan Koubek     | 6           | 6           |  |  |              |               |               |              |              |  |
|  |             | Frédéric Niemeyer | Frédéric Niemeyer | 1           | 4           |  |  | 6            | Stefan Koubek | Stefan Koubek | 6            | 6            |  |
|  |             | Eric Taino        | 6                 | 3           | 6           |  |  |              | Eric Taino    | Eric Taino    | 4            | 4            |  |
|  | 21          | Federico Browne   | 4                 | 6           | 1           |  |  |              |               |               |              |              |  |

### Sezione 7
|  | Primo turno | Primo turno       | Primo turno   | Primo turno | Primo turno |  |  | Ultimo turno | Ultimo turno     | Ultimo turno     | Ultimo turno | Ultimo turno |  |
|  |             |                   |               |             |             |  |  |              |                  |                  |              |              |  |
|  |             | Ramón Delgado     | Ramón Delgado | 6           | 6           |  |  |              |                  |                  |              |              |  |
|  | 7           | Nicolas Mahut     | Nicolas Mahut | 1           | 4           |  |  |              | Ramón Delgado    | Ramón Delgado    | 4            | 610          |  |
|  | 14          | Julien Benneteau  | 3             | 6           | 6           |  |  | 14           | Julien Benneteau | Julien Benneteau | 6            | 7            |  |
|  |             | Michel Kratochvil | 6             | 3           | 2           |  |  |              |                  |                  |              |              |  |

### Sezione 8
|  | Primo turno | Primo turno      | Primo turno      | Primo turno | Primo turno |  |  | Ultimo turno | Ultimo turno    | Ultimo turno | Ultimo turno | Ultimo turno |  |
|  |             |                  |                  |             |             |  |  |              |                 |              |              |              |  |
|  | 8           | Kenneth Carlsen  | 6                | 5           | 6           |  |  |              |                 |              |              |              |  |
|  |             | Michael Russell  | 2                | 7           | 1           |  |  | 8            | Kenneth Carlsen | 7            | 63           | 6            |  |
|  | 15          | Brian Vahaly     | Brian Vahaly     | 6           | 6           |  |  | 15           | Brian Vahaly    | 63           | 7            | 4            |  |
|  |             | Prakash Amritraj | Prakash Amritraj | 2           | 1           |  |  |              |                 |              |              |              |  |

### Sezione 9
|  | Primo turno | Primo turno   | Primo turno   | Primo turno | Primo turno |  |  | Ultimo turno | Ultimo turno  | Ultimo turno  | Ultimo turno | Ultimo turno |  |
|  |             |               |               |             |             |  |  |              |               |               |              |              |  |
|  |             | Răzvan Sabău  | 4             | 7           | 6           |  |  |              |               |               |              |              |  |
|  | 9           | Àlex Corretja | 6             | 5           | 2           |  |  |              | Răzvan Sabău  | Răzvan Sabău  | 62           | 0            |  |
|  | 19          | Ricardo Mello | Ricardo Mello | 6           | 6           |  |  | 19           | Ricardo Mello | Ricardo Mello | 7            | 6            |  |
|  |             | Brendan Evans | Brendan Evans | 4           | 2           |  |  |              |               |               |              |              |  |

### Sezione 10
|  | Primo turno | Primo turno        | Primo turno        | Primo turno | Primo turno |  |  | Ultimo turno | Ultimo turno  | Ultimo turno  | Ultimo turno | Ultimo turno |  |
|  |             |                    |                    |             |             |  |  |              |               |               |              |              |  |
|  | 10          | Wesley Moodie      | Wesley Moodie      | 6           | 6           |  |  |              |               |               |              |              |  |
|  |             | Jan Frode Andersen | Jan Frode Andersen | 1           | 2           |  |  | 10           | Wesley Moodie | Wesley Moodie | 3            | 4            |  |
|  | 18          | Ivo Heuberger      | Ivo Heuberger      | 6           | 6           |  |  | 18           | Ivo Heuberger | Ivo Heuberger | 6            | 6            |  |
|  |             | Diego Veronelli    | Diego Veronelli    | 3           | 2           |  |  |              |               |               |              |              |  |

### Sezione 11
|  | Primo turno | Primo turno    | Primo turno    | Primo turno | Primo turno |  |  | Ultimo turno | Ultimo turno  | Ultimo turno  | Ultimo turno | Ultimo turno |  |
|  |             |                |                |             |             |  |  |              |               |               |              |              |  |
|  | 11          | Harel Levy     | Harel Levy     | 6           | 7           |  |  |              |               |               |              |              |  |
|  |             | Jérôme Golmard | Jérôme Golmard | 1           | 5           |  |  | 11           | Harel Levy    | Harel Levy    | 3            | 5            |  |
|  | 22          | Jeff Morrison  | 68             | 7           | 6           |  |  | 22           | Jeff Morrison | Jeff Morrison | 6            | 7            |  |
|  |             | Amer Delić     | 7              | 65          | 3           |  |  |              |               |               |              |              |  |

### Sezione 12
|  | Primo turno | Primo turno              | Primo turno | Primo turno | Primo turno |  |  | Ultimo turno  | Ultimo turno  | Ultimo turno | Ultimo turno | Ultimo turno |  |
|  |             |                          |             |             |             |  |  |               |               |              |              |              |  |
|  |             | Arvind Parmar            | 4           | 6           | 7           |  |  |               |               |              |              |              |  |
|  | 12          | Martín Vassallo Argüello | 6           | 4           | 5           |  |  | Arvind Parmar | Arvind Parmar | 6            | 2            | 0            |  |
|  |             | Jan Hernych              | Jan Hernych | 6           | 6           |  |  | Jan Hernych   | Jan Hernych   | 4            | 6            | 6            |  |
|  | 20          | Tomáš Zíb                | Tomáš Zíb   | 2           | 3           |  |  |               |               |              |              |              |  |